# Avoid the Light
Avoid the Light (englisch Meide das Licht) ist das zweite Studioalbum der deutschen Post-Rock/Post-Metal-Band Long Distance Calling. Es erschien am 24. April 2009 über Superball Music.

## Entstehung
Mit Avoid the Light wechselte die Band von Viva Hate Records zu Superball Music. Die Band nahm ein Demo mit dem Lied „Apparitions“ auf und bewarb sich damit bei der neuen Plattenfirma. Die Wahl fiel auf Superball, da dessen Mutterfirma InsideOut Music laut Jan Hoffmann das „coolste Proglabel“ ist. Die restlichen Lieder entstanden während des Jahres 2008. Gleichzeitig schrieben die Musiker noch Lieder für die Split-EP 090208 mit der Band Leech.
Ohne den für die Ambience zuständigen Reimut van Bonn, der in Mannheim wohnt, arbeitete die Band im Proberaum an den neuen Liedern, die laut dem Gitarristen Florian Füntmann Rhythmusorientierter als die Lieder des Debütalbums ausgefallen sind. Außerdem wurden weniger Sprachsamples verwendet. Aufgenommen wurde das Album im November 2008 im Tonstudio45 in Koblenz. Produziert wurde Avoid the Light von Kurt Ebelhäuser und der Band. Das Mastering übernahm Pascal Stoffels.
Das Cover wurde von Tim Klockentiedt, auf der Grundlage einer Illustration Gustave Dorés zu John Miltons Paradise Lost, entworfen. Als Gastmusiker ist der Sänger Jonas Renkse von der schwedischen Band Katatonia bei dem Lied „The Nearing Grave“ zu hören. Renkse schrieb auch den Text für das Lied.

## Hintergrund
Der Albumtitel stammt von dem gleichnamigen Lied der Band Pantera für den Soundtrack des Filmes Wes Craven präsentiert Dracula. Die Musiker suchten nach einem Albumtitel und hörten zufällig in ihrem Hotel eine Pantera-CD mit besagtem Lied.
Das fehlende Grad bei dem Lied „359°“ bezieht sich darauf, dass es im Leben nichts gibt, was perfekt ist. „I Know You, Stanley Milgram“ basiert auf dem Kleine-Welt-Phänomen des US-amerikanischen Psychologen Stanley Milgram. Das letzte Lied „Sundown Highway“ erhielt laut Gitarrist Florian Füntmann seinen Titel, nachdem die Musiker das fertige Lied gehört haben. Seiner Meinung nach würde das Lied das Gefühl vermitteln, wenn man auf einem einsamen Highway dem Sonnenuntergang entgegen fährt.

## Rezeption
Avoid the Light erhielt von Seiten der Fachpresse sehr gute Kritiken. Christian Kaltenmaier vom Onlinemagazin Metal.de sprach in seiner Rezension von musikalischer Exzellenz, so weit das Auge reicht und vergab neun von zehn Punkten. Für den Rezensenten Werner vom Onlinemagazin in-your-face.de zeigt Avoid the Light „eine sehr erfrischende Herangehensweise an Musik als Kunstform“. Er beschrieb das Album als „kleines Meisterwerk“ und vergab neun von zehn Punkten.